# Marlboro 500 1998
Marlboro 500 1998 var den nittonde och avslutande deltävlingen i CART World Series 1998. Tävlingen kördes den 1 november på California Speedway utanför Fontana, Kalifornien. Med Alex Zanardi som klar mästare handlade intresset främst kring vem som skulle bli tvåa sammanlagt. Då Dario Franchitti inte kunde rida vidare på sin framgångsvåg, steg Jimmy Vasser fram och tog sin andra karriärseger över 500 miles, efter att tidigare vunnit U.S. 500 1996. Vasser säkrade därmed andraplatsen i mästerskapet, samt en prischeck på en miljon US-dollar. Precis som i det andra 500 mileloppet för säsongen i Michigan, handlade det om en duell mellan Vasser, Zanardi och Greg Moore, där Moore splittrade Ganassiförarna Vasser och Zanardi vid målgången. Vasser tog sig förbi Moore under det sista varvet, efter att Moore inte klarat av att behålla farten vid den sista omstarten.

## Slutresultat
| Plats | Förare               | Team                     | Grid | Kvaltid |
| ----- | -------------------- | ------------------------ | ---- | ------- |
| 1     | Jimmy Vasser         | Chip Ganassi Racing      | 2    | 31,301  |
| 2     | Greg Moore           | Forsythe Racing          | 9    | 31,523  |
| 3     | Alex Zanardi         | Chip Ganassi Racing      | 18   | 31,824  |
| 4     | Adrián Fernández     | Patrick Racing           | 27   | -       |
| 5     | Maurício Gugelmin    | PacWest Racing           | 6    | 31,429  |
| 6     | Mark Blundell        | PacWest Racing           | 7    | 31,441  |
| 7     | Christian Fittipaldi | Newman/Haas Racing       | 11   | 31,646  |
| 8     | Richie Hearn         | Della Penna Motorsports  | 4    | 31,377  |
| 9     | Robby Gordon         | Arciero-Wells Racing     | 22   | 32,013  |
| 10    | Hélio Castroneves    | Bettenhausen Motorsports | 16   | 31,754  |
| 11    | Bobby Rahal          | Team Rahal               | 5    | 31,394  |
| 12    | Michel Jourdain Jr.  | Payton/Coyne Racing      | 25   | 32,462  |
| 13    | Alex Barron          | All American Racing      | 15   | 31,699  |
| 14    | Paul Tracy           | Team KOOL Green          | 12   | 31,648  |
| 15    | Bryan Herta          | Team Rahal               | 17   | 31,766  |
| 16    | Max Papis            | Arciero-Wells Racing     | 24   | 32,114  |
| 17    | Gil de Ferran        | Walker Racing            | 10   | 31,619  |
| 18    | Michael Andretti     | Newman/Haas Racing       | 3    | 31,372  |
| 19    | Tony Kanaan          | Tasman Motorsports       | 23   | 32,077  |
| 20    | Scott Pruett         | Patrick Racing           | 1    | 31,249  |
| 21    | JJ Lehto             | Hogan Racing             | 20   | 31,940  |
| 22    | Dario Franchitti     | Team KOOL Green          | 8    | 31,514  |
| 23    | Vincenzo Sospiri     | All American Racing      | 26   | 32,530  |
| 24    | Arnd Meier           | Davis Racing             | 21   | 31,973  |
| 25    | Dennis Vitolo        | Payton/Coyne Racing      | 28   | -       |
| 26    | Patrick Carpentier   | Forsythe Racing          | 14   | 31,688  |
| 27    | Al Unser Jr.         | Marlboro Team Penske     | 13   | 31,650  |
| 28    | André Ribeiro        | Marlboro Team Penske     | 19   | 31,887  |